# 松任郵便局
松任郵便局（まっとうゆうびんきょく）は石川県白山市にある郵便局。民営化前の分類では集配普通郵便局であった。

## 沿革
- 1872年（明治5年）旧7月 - 松任郵便取扱所として開設[1]。
- 1875年（明治8年）1月1日 - 松任郵便局（五等）となる。
- 1880年（明治13年） - 為替取扱を開始。
- 1881年（明治14年）9月 - 貯金取扱を開始。
- 1892年（明治25年）2月1日 - 松任郵便電信局となる。
- 1903年（明治36年）4月1日 - 通信官署官制の施行に伴い松任郵便局となる。
- 1952年（昭和27年）5月21日 - 風景入通信日付印の使用を開始[2]。
- 1954年（昭和29年）3月1日 - 電話通話事務の取扱を開始。
- 1956年（昭和31年）10月1日 - 和文電報受付事務の取扱を開始。
- 1962年（昭和37年）6月1日 - 石川郵便局[3]から集配業務を移管。
- 1999年（平成11年） - 外国通貨の両替および旅行小切手の売買に関する業務取扱を開始。
- 2006年（平成18年）10月10日 - 美川郵便局から「929-02xx」区域の集配業務を移管[4]。
- 2007年（平成19年）10月1日 - 民営化に伴い、併設された郵便事業松任支店に一部業務を移管。
- 2012年（平成24年）10月1日 - 日本郵便株式会社発足に伴い、郵便事業松任支店を松任郵便局に統合。

## 取扱内容
- 郵便、印紙、ゆうパック、内容証明
- 貯金、為替、振替、振込、国際送金、外貨両替・トラベラーズチェック、国債、投資信託
- 生命保険、バイク自賠責保険、自動車保険、がん保険、引受条件緩和型医療保険
- ゆうちょ銀行ATM
- 「924-00xx」「924-08xx」区域（白山市（旧松任市域））、「929-02xx」区域（白山市（旧石川郡美川町域））の集配業務
- ゆうゆう窓口

## 周辺
- 旧松任警察署（現在は解体されセブンイレブンになっている）
- 松任図書館
- 中川一政記念美術館
- 国土交通省 金沢河川国道事務所
- トランテックス 本社・工場
- IRいしかわ鉄道 松任駅

## アクセス
- IRいしかわ鉄道線 松任駅から南東へ約700m（徒歩約8分）
- 北陸自動車道 徳光スマートICから東へ約4.5km
- 駐車場あり：20台